# 2030雙語政策

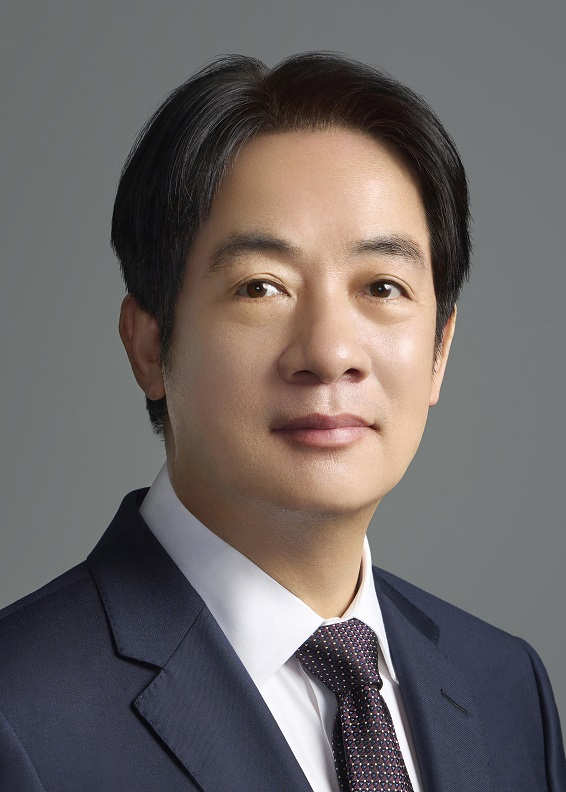
賴清德是2030雙語政策主要推手

2030雙語政策（英語：Bilingual 2030），舊稱2030雙語國家（英語：Bilingual Nation），是中華民國在2017年由蔡英文政府推出的政策，目標是在臺灣已掌握華語使用的優勢上，讓英语在2030年也能成為台灣社會的主要語言，該政策實質上就是要推行使用英語的語言政策。
2014年，時任臺南市市長的賴清德推出了「英語為第二官方语言」的十年計畫，目標在2024年讓臺南市成為雙語城市。賴清德在2017年接任行政院院長後進一步推動全國雙語政策；在2020年作為蔡英文的副總統當選後，蔡在總統就職演說中多次提及2030雙語國家目標，並編列上百億新台幣預算推行此政策。2024年賴清德就任第16屆中華民國總統後，時任教育部部長鄭英耀在立法院接受質詢時表示認為還需要再30年才能達成目標。

## 背景

世界各地英語使用情況：
英語為主要語言
英語為官方語言，但不是主要語言

中華民國沒有法定的官方語言，《國家語言發展法》明訂20種「國家語言」，實際上的通用語及官方語言是基於北京官話的現代標準漢語（又稱國語或華語）。此語言主要由中華民國政府遷台時，由國民黨帶至台灣，透過國語政策推行，禁止當時多數台灣人使用的台語及其他語言。時至今日，標準漢語的使用者往往在政治上親藍營，台語的使用者則較傾向支持泛綠，有些台語使用者認為台語仍受到外來的標準漢語打壓。
英語在台灣未有大量使用的歷史，但在二戰後便是國際上最通行的語言。綜觀全球，使用英語作為官方語言的國家有56個，除了盧安達外皆為長期英美殖民歷史的國家，台灣若推動雙語政策將成為世界首例由政府上而下主導轉型的國家。
2018年隨機抽樣的電話調查顯示，87%的台灣民眾支持英語列為第二官方語言、89%民眾贊成開放公立中小學英語雙語班（在95%的信賴區間下，誤差為正負3%）。2019年由國立政治大學選舉研究中心進行網路民調也發現雙語國家的政策有跨黨派支持，不論是親藍或親綠、支持統一、維持現狀、或獨立的群眾，都有六至八成不等的民意支持英語作為第二官方語言。
台灣部份城市過去已有試圖推行以英語作為共同官方語言。2014年，時任臺南市市長賴清德推出了以英語為第二官方語言的十年計畫。2019年，時任高雄市市長韓國瑜也推動全市雙語，將所有路標和看板都改為雙語標示，並要求在兩年後所有公務員、教師、警察和消防員的升遷必須通過英語檢定；在2020年總統選舉中，韓國瑜進一步將雙語教育作為政見。

## 動機

### 經濟

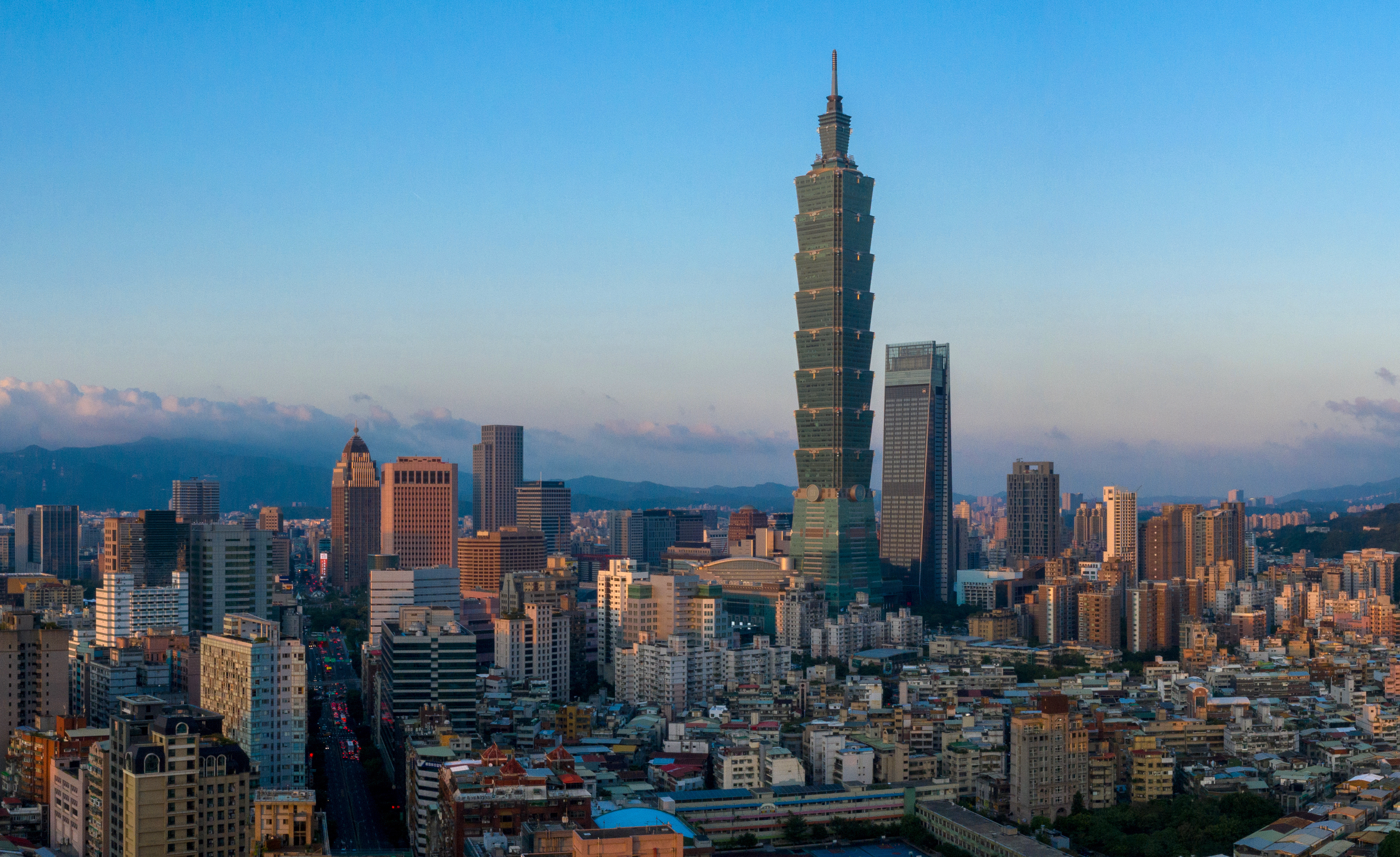
臺北都會區天際線

行政院頒布的《2030年雙語國家政策發展藍圖》中，兩大目標為「厚植國人英語力」與「提升國家競爭力」，官方懶人包中的願景之一是「提供人民優質工作機會，提升臺灣經濟發展」。
自由時報的社論認為，為了加強台灣在國際市場上的競爭力，英語能力是必要的，可以吸引外商投資、讓國際銀行設立金融中心，特別是與新加坡、東京或倫敦競爭吸引因為中國政府的影響而離開香港的外商。
根據多益考試台灣區總代理忠欣的調查，有近六成企業在過去三年增加了對英文的重視。若以多益考試衡量英語能力，2020年台灣多益考生的平均分數為564分，落後香港考生的589分、馬來西亞考生的634分、以及南韓考生的683分。台灣美國商會執行長魏立安認為：如果台灣要與新加坡、香港等區域金融中心競爭，雙語政策至關重要。國立台灣師範大學英語學系的研究則發現台灣的英語教育中，所教的字彙量低於中國大陸、南韓和日本。

### 國際關係
雙語政策透過促近台灣官方以及民間和其他英語國家的交流，從而拉近和這些國家的距離，同時能繼續宣揚台灣異於中國的身份，又不會顯得是朝台獨邁進。國立中正大學舉辦「台美教育倡議：建立全球教育夥伴關係研討會」時，外交部長吳釗燮表示，教育合作是連接台美文化與社會，並在各領域建立夥伴關係的最佳方式；美國在台協會處長孫曉雅表示，期盼研討會能幫助更多美國人來到台灣學習華語，也讓台灣實現2030雙語教育的目標。

### 文化改造
有報導認為雙語政策除了強化國際競爭力以外，也有放大台灣和中國大陸差異性的效果。但亦有推行雙語國家英語化是「文化自我殖民」的說法。

## 推行

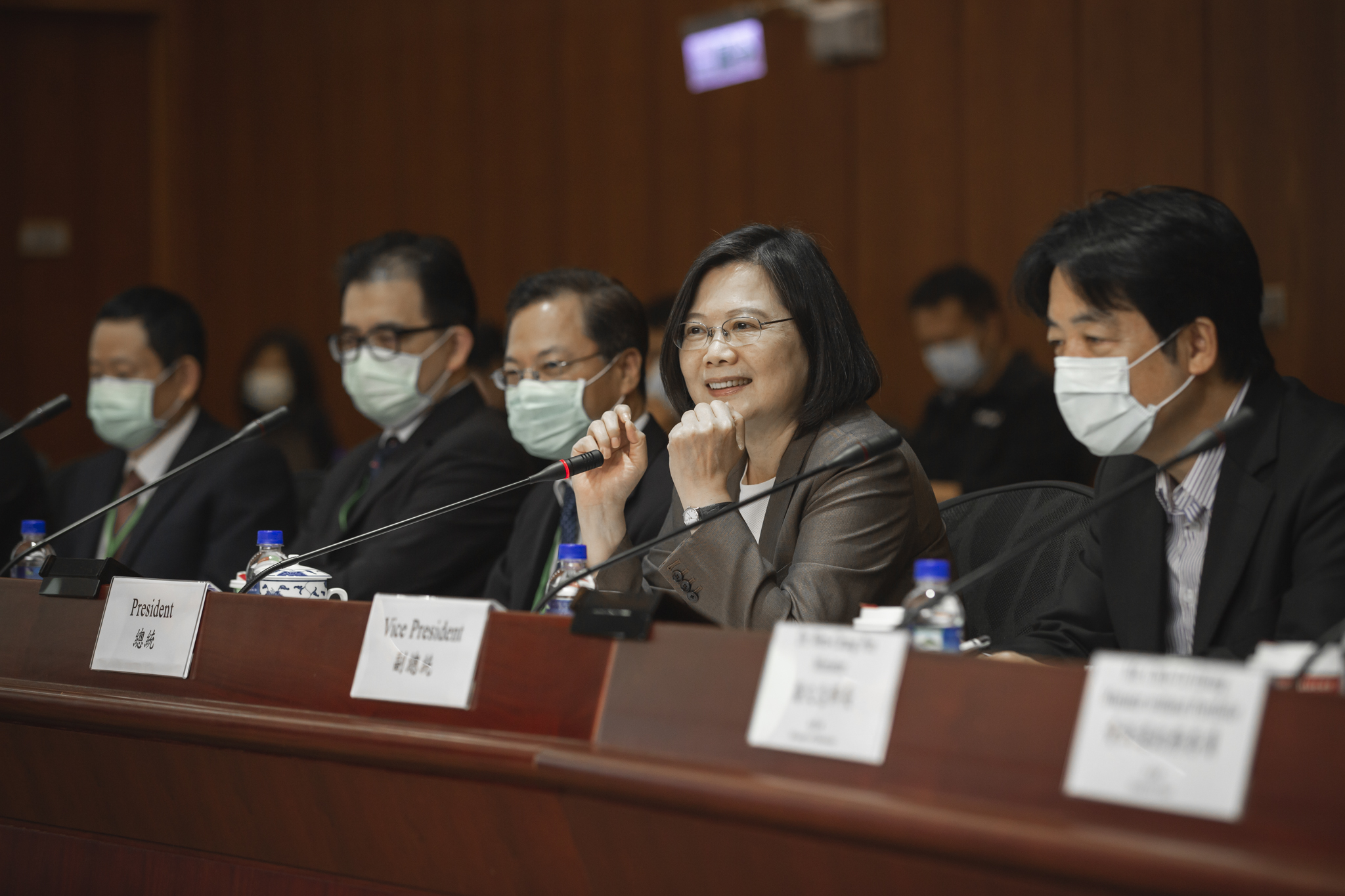
2020年時任正副總統蔡英文與賴清德出席「2030雙語國家政策第一次諮詢會議」

2017年10月，教育部在時任行政院院長賴清德的指示下成立「英語推動會」，並在隔年提出「我國推動英語成為官方語言政策報告」。原先的計畫是讓英文成為台灣的官方语言，然而將所有政府公文翻譯成英文的成本過高，因此政策的核心改成讓所有台灣人能流利使用雙語。宣示2019年為「雙語國家元年」。
2021年行政院提出成立「雙語國家發展中心」行政法人推行政策，但該法案在立法院受到朝野立委反對未能通過。

### 學校

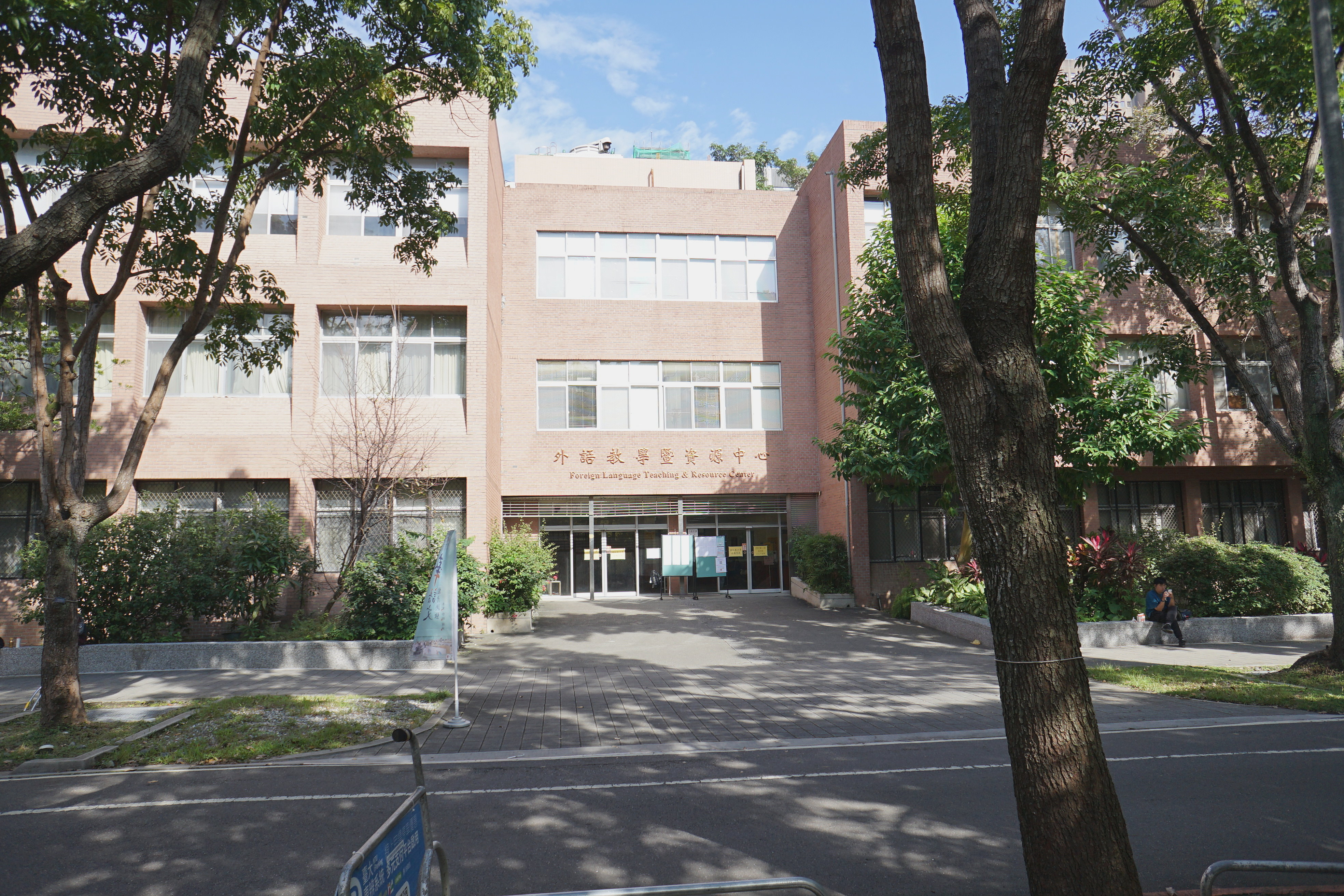
國立臺灣大學文學院外語教學暨資源中心

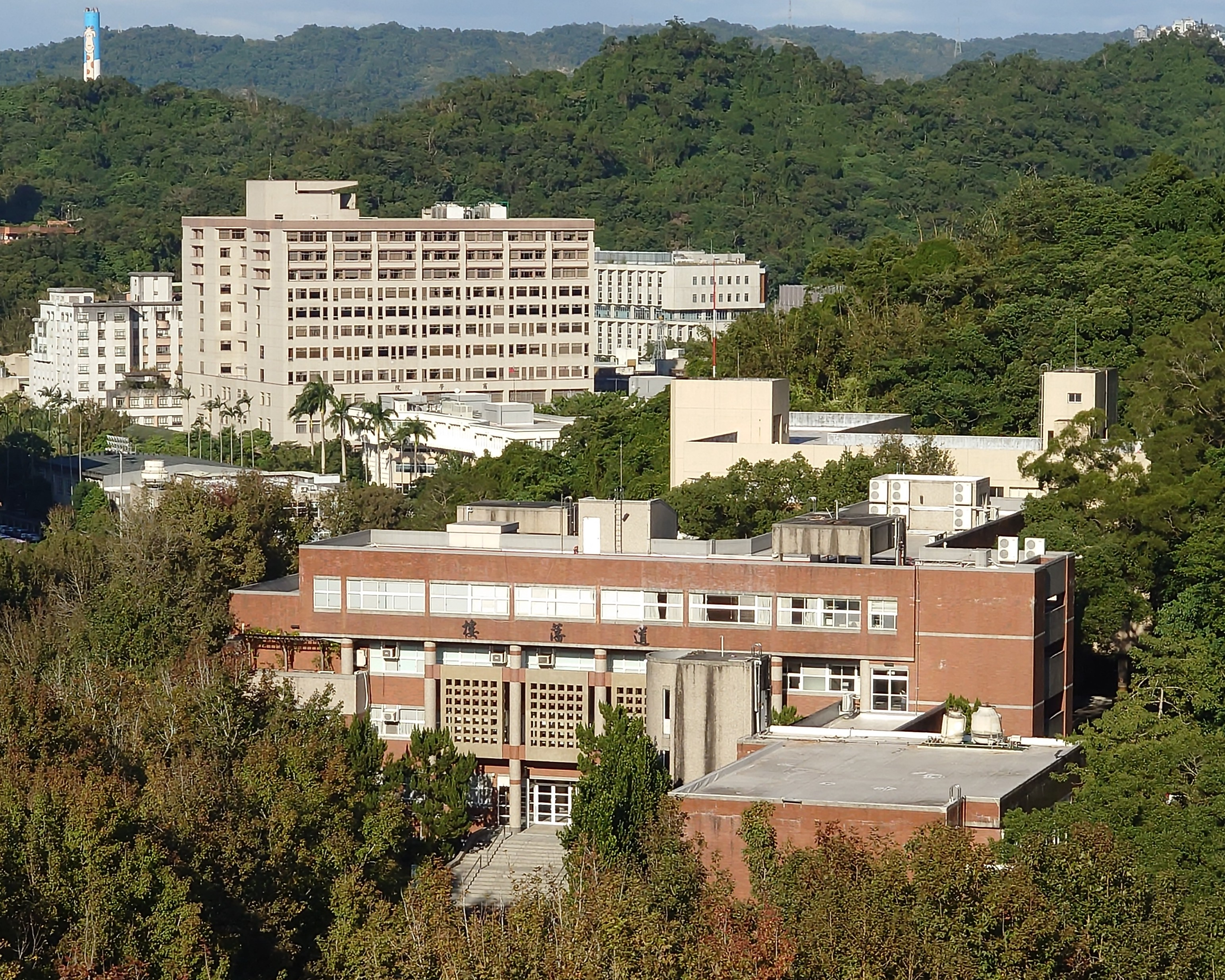
國立政治大學外國語文學院

2018年，行政院核定雙語政策，四年將投入100億以上資源，其中九成以上將用於教育。
2021年，在中小學共投入9.3億元經費、在50所高中開辦開設雙語實驗班；大專校院學生雙語化學習計畫推行全英語授課，第一階段補助經費近6億元，國立台灣大學、國立台灣師範大學、國立中山大學及國立成功大學為首批補助重點培育學校，2023年第二階段新增國立清華大學、國立政治大學、國立台灣科技大學共7校。並另外核定多間重點培育學院以及普及提升學校。教育部也透過「協助公立國民中小學引進外籍英語教師計畫」，在原有81名外籍教師之外，再增加引進300名外籍教師。
政策目標是中小學在2024年達到6成學校的英語課採全英語教學、1/7的學校可在部分其他領域採雙語教學；2030年全國所有高中的英語課採全英語授課，1/3學校可在其他部分領域採雙語教學。前述受補助的大學在2024年時，需讓25%的大二學生英語達到CEFR B2等級，並且有至少20％的大二和碩一學生在修習的學分中有20％以上為全英語課程；在2030年，前述的25%、20%、20%需達到50%、50%、50%。
2021年，第一線中小學教師認為此政策缺乏配套，即使在資源相對充足的台北，也仍有師資不足和缺乏教材的問題。
行政院推動「2030雙語國家政策發展藍圖」，在學校教育方面，將責成教育部鬆綁法源，除了國中小英語課和部分學科將採全英語授課，也可望建立雙語學校和雙語部的法源，也將有條件的允許本國學生就讀外僑學校。
雙語教學
為了達成2030雙語國家的政策，教育部全面啟動教育體系的雙語活化、培養臺灣走向世界的雙語人才。
其推動的主要策略有：加速教學活化及生活化、擴增英語人力資源、善用科技普及個別化學習、促進教育體系國際化、鬆綁法規建立彈性機制，創新學習模式。

### 公務機關
中央政府各部會的副首長將召集成立該部會的「雙語推動小組」。各部會的官方網站、與外國人相關的文書與法規、採購文件、第一線服務、以及政府公開資訊將雙語化。部份起訴書和司法院重大判決提供摘要英譯。文教場館推升雙語服務，公務人員培育英語溝通能力，全國技術士技能檢定得使用英語，證照雙語化。

### 廣播電視
將設立全英語電視臺、及鼓勵公廣集團播放英語節目。

### 其他
建置整合式英語學習與英譯資源平臺。

## 對其他語言的影響
蔡英文政府提出的政策說明中，只談及英語，未說明「雙語」的另一語言是什麼語言。一般認為該語言是目前在台灣佔主導地位的標準漢語。然而，台灣有許多本土語言，並且《國家語言發展法》也承認許多國家語言，包括台灣原住民族諸語、台灣台語、台灣客語、台灣手語、馬祖語等20個語言。此外，移工和新移民也由東南亞各國帶來許多語言。雙語政策會對其他各語言造成什麼樣的影響，尚有爭論。有認為雙語政策將矮化其他語言，導致台灣語言架構從20個語言變成只承認兩種官方語言，否定台灣原有的多元文化。但也有人認為透過引進英語，可以稀釋標準漢語的主導地位。台灣基進認為，雙語政策應該一併消滅外來的華語，以英語和另一本土語言作為雙語。
有反對者擔心雙語教育會對兒童造成混淆，但無證據指出雙語環境本身會對兒童造成問題，綜整研究顯示雙語教育對兒童有益無害。	台灣語言學學會和台灣語文學會認為「英語為第二官方語」是價值錯誤、自我殖民。有反對者認為這是尊崇英美霸權、去中國化、軟性台獨，立場親綠的自由時報社論認為對於這類指控「可不予理會」。

## 成本效益
此政策投入大量預算，反對者認為這些預算應該用在改善偏鄉教育、提供營養午餐、或是推行其他通行於台灣的語言。一些反對者以日本為例，指出日本雖然英語不流行，仍然在國際上有巨大的經濟影響力，並且日本、韓國、盧森堡、冰島等人均GDP高於台灣的國家，也沒有用英語作為官方語言，懷疑台灣轉型雙語國家的實質效益。有長居台灣的外籍觀察家認為，對於大多數台灣人，英語並不是生活中必要的能力，需要的人也自有辦法可以學會。諾丁漢大學台灣研究所的雜誌《Taiwan Insight》也登文指出，增加英語教育可能讓資源充沛的學生進一步拉開和弱勢學生的距離，並且國家發展委員會主委陳美伶所宣稱網路資源可解決問題的說法並不合理。加拿大駐台辦事處貿易暨投資處副處長柏單于表示，政策制定應該首先考量公平性，就加拿大的經驗來看，雙語教育會增加資源分配的差距，對社會整合產生負面效果。
台大語言學教授江文瑜和東海大學外文系教授何萬順認為，台灣人的英語能力已經很好了，還是全球對旅外人士最友善的國家，所謂「台灣人英文不好」的說法只是英檢業者的炒作。

## 可行性
有評論者指出，即使有英國殖民歷史和多民族溝通需求的新加坡，也花了20年的時間「建立雙語政策」，台灣卻希望在12年內「達成雙語」，似乎不切實際。此外，台灣現有的教育體制極度保守、著重背誦、並排斥在生活中使用英文、認為中英夾雜是炫燿或晶晶體，因此此政策在目前的體制下不太可能成功。

## 反抗活動
全教總與專家學者等團體成立「多語臺灣，英語友善」行動聯盟，並於2023年4月於「公共政策網路參與平台」發動反對2030雙語政策的連署，兩天即超過5000人上網連署。依據「公共政策網路參與實施要點」第8點規定，教育部與國發會須於兩個月內做出具體回應。2023年5月29日，該連署突破10000人連署。
學生團體EdYouth於5/15召開「直面學生！國高中生2030雙語政策&英語學習大調查問卷統計發布」記者會，邀請家長團體與教師團體與會，並提出三項訴求：全面重新檢討2030雙語政策，政策經費應用於強化108課綱的落實，兒少相關政策的擬定應讓學生參與表意。
立場親藍的非營利組織長風基金會於2023年5月28日舉辦「突破論壇」，與會的學者專家指出，2030雙語政策面面俱輸，且是國安級災難。